# Ейвон (графство)

Авон на мапі Англії

Авон — колишнє графство в південно-західній Англії.
Площа 1340 км²; Бристоль (адміністративний центр), Бат, Вестон-на-Марім; населення 919800 (1987).
Рельєф: рівнина, що межує з Котсвудськими горами на північному сході та горами Мендіп на півдні; річка Ейвон  тече на захід до естуарію Северна.
Промисловість: літакобудування і машинобудування; виробництво тютюну, хімікалій, поліграфічна і молочна промисловість.
Створене в 1974 з міста і графства Бристоль, частини південного Глостершира і частини північного Сомерсета. Після реформи 1996 року не існує.